# André Félibien

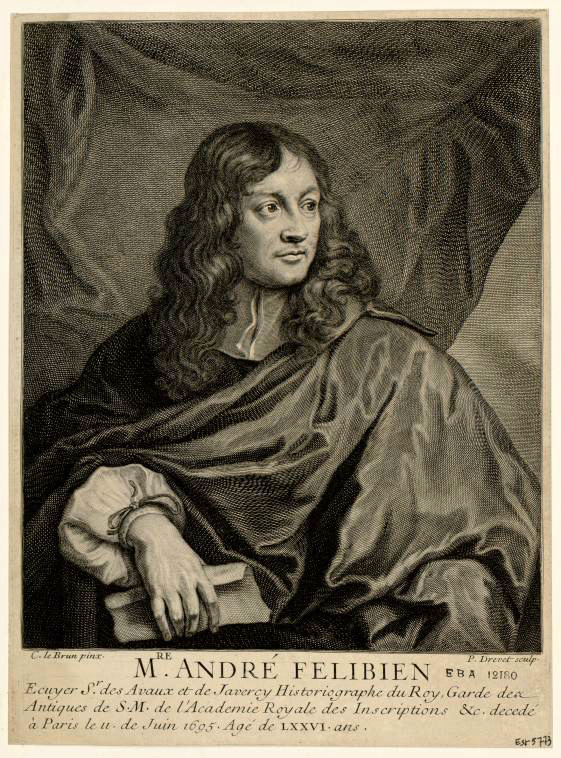
André Félibien

André Félibien, född i maj 1619, död 11 juni 1695, var en fransk arkitekt och konsthistoriker.
Félibien var kunglig historiograf, och blev 1671 sekreterare vid arkitektakademin och medlem av Académie des inscriptions. Félibien utgav bland annat Entretiens sur les vies et les ouvrages des plus excellents peintres anciens et modernes (1668-88), samt Description sommaire du chasteau de Versailles (1674).